# Thomas-Morse MB-2
Thomas-Morse MB-2 là một loại máy bay tiêm kích hai tầng cánh của Hoa Kỳ, do hãng Thomas-Morse Aircraft chế tạo từ năm 1918.

## Tính năng kỹ chiến thuật
Dữ liệu lấy từ Angelucci, 1987. p. 420.
Đặc điểm tổng quát
- Kíp lái: 2
- Chiều dài: 24 ft 0 in (7.31 m)
- Sải cánh: 31 ft 0 in (9.44 m)
- Chiều cao: 8 ft 0 in (2.43 m)
- Diện tích cánh: 323 ft2 (30 m2)
- Trọng lượng rỗng: 2.047 lb (929 kg)
- Trọng lượng có tải: 2.773 lb (1.258 kg)
- Động cơ: 1 × Liberty 12, 400 hp ( kW)

Hiệu suất bay